# Emma Smith
För andra betydelser, se Emma Smith (olika betydelser).

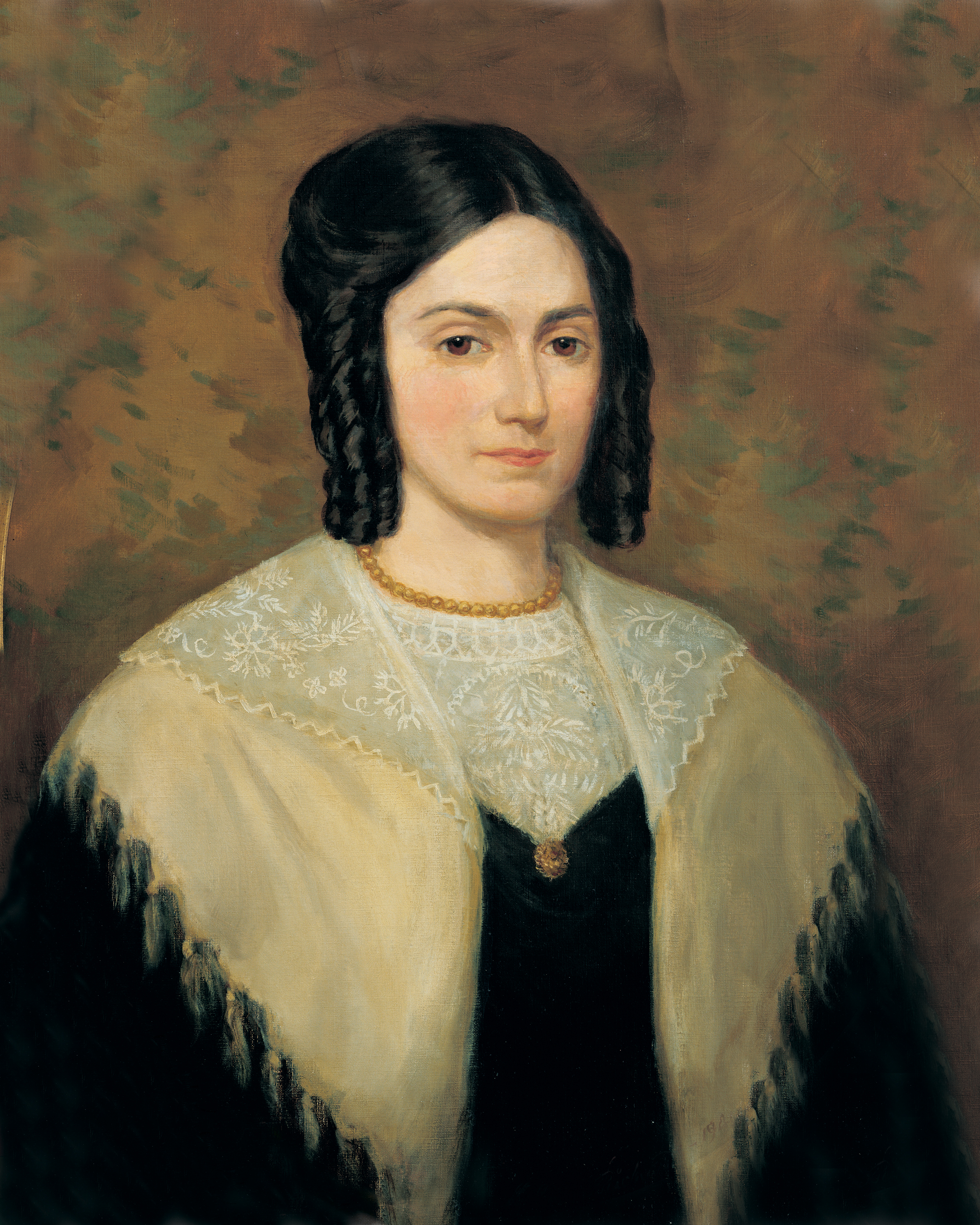
Emma Smith

Emma Hale Smith Bidamon, född 10 juli 1804 i Willingsborough (senare Harmony) i Pennsylvania, död 30 april 1879, var gift med Joseph Smith och en central person i Sista dagars heliga-rörelsen, först inom Jesu Kristi Kyrka av Sista Dagars Heliga och sedan i Reorganiserade Jesu Kristi Kyrka av Sista Dagars Heliga.

## Biografi
Emma Smith föddes som sjunde av nio barn till Isaac och Elizabeth Lewis Hale. Som barn var hon metodist liksom sin mor och morbror. 

### Äktenskap
Emma Smith träffade Joseph Smith första gången 1825. Joseph Smith var två år yngre, kom från en mindre välbärgad familj och hade sämre utbildning och Isaac Hale ville inte ha honom till svärson. Hon gick dock mot faderns vilja och paret gifte sig den 18 januari 1827 och flyttade in hos Smiths föräldrar. Senare flyttade de till ett eget hus i närheten av Emmas föräldrar. Vid denna tid påstås Smith ha mottagit de guldplåtar från vilka han översatt Mormons bok. Delar av boken ska ha dikterats till Emma Smith. Den 15 juli 1828 födde hon en son som dog samma dag.
Den 6 april 1830 grundade Joseph Smith och fem andra Kristi kyrka. Kort därefter flyttade paret Smith slutligen från Harmony och Emma Smith skulle aldrig återse sina föräldrar. Den 30 april födde hon, i Kirtland, tvillingar som dog samma dag. Samma dag dog en annan kvinna som också fött tvillingar och dessa, Joseph och Julia, adopterades av paret Smith. Pojken Joseph dog året därpå. I november 1832 föddes Joseph Smith III, paret Smiths första biologiska barn som kom att uppnå vuxen ålder. 1836 föddes sonen Frederick Granger Williams Smith.
1838 tvingades paret Smith lämna Kirtland efter att kyrkans bank Kirtland Safety Society gått i konkurs. De flyttade till Far West, Missouri där sonen Alexander Hale Smith föddes. Efter konflikter i Far West flydde familjen till Illinois medan Joseph Smith satt fängslad. När han sedan anslöt sig till familjen i Illinois grundade han staden Nauvoo. Där grundades Hjälpföreningen 1842 med Emma Smith som president.
Under tiden i Nauvoo uppstod rykten om månggifte inom kyrkan. Emma Smith var motståndare till månggifte och kom hela sitt liv att hävda att hennes man aldrig utövade det.

### Som änka

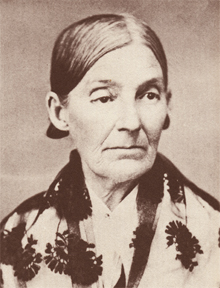
Emma Smith under sina senare år.

Joseph Smith dödades av en pöbel den 27 juni 1844. Efter mordet uppstod en successionskris inom kyrkan. Snart framstod Brigham Young, då ledare för de tolv apostlarnas kvorum, som kyrkans nye ledare. Young och de flesta mormonerna lämnade Nauvoo 1846 och flyttade till Utah, men Emma Smith och hennes barn stannade kvar. Hon gifte sedan om sig med Lewis C. Biadmon. En del mormoner ansåg Joseph Smith III vara sin fars rätte efterträdare som kyrkans ledare, och 1860 grundades en ny Church of Jesus Christ of Latter Day Saints i Illinois. 1872 ändrades namnet till Reorganiserade Jesu Kristi Kyrka av Sista Dagars Heliga för att skilja den från kyrkan med säte i Utah, och 2001 bytte den namn till Community of Christ.
Emma Smith Bidamon dog den 30 april 1879.